# Carl Gustaf Mosander
Carl Gustaf Mosander, né le 10 septembre 1797 à Kalmar et mort le 15 octobre 1858 à Lovö, est chimiste et professeur suédois. Il a découvert le lanthane, l'erbium et le terbium.

## Biographie
Mosander commence ses études à Kalmar, avant de déménager pour Stockholm avec sa mère à l'âge de 12 ans. À Stockholm, il devient apprenti dans la pharmacie Ugglan. Il passe son examen de pharmacie en 1817, mais comme il s'intéresse à la médecine, il s'inscrit comme étudiant à l'Institut Karolinska en 1820, où il obtient son diplôme de chirurgien en 1824. Il étudie notamment la chimie avec Jöns Jakob Berzelius. Il travaille comme enseignant de chimie au sein de l'institut et comme assistant au sein de la collection de minéralogie du muséum suédois d'histoire naturelle. En 1836, il succède à Berzelius comme professeur de chimie et de pharmacie à l'Institut Karolinska. En 1839, il découvre le lanthane, en décomposant par chauffage un échantillon de nitrate de cérium et en traitant le sel par de l'acide nitrique dilué.
Mosander était un chimiste astucieux et habile. Son travail le plus remarquable a été l'étude difficile des terres rares présentes dans la cérite et la gadolinite, au cours de laquelle il a montré que l'oxyde de cérium, auparavant considéré comme homogène, était un mélange de trois nouveaux oxydes métalliques, l'oxyde de cérium réel, l'oxyde de lanthane et le didymoxyde, et que le sol extérieur était un mélange de sol extérieur réel, de sol terbinique et de sol erbinique. En conséquence, il a été considéré comme le découvreur de six nouveaux éléments, jusqu'à ce que des recherches ultérieures montrent que le didymoxyde ainsi que les terres terbiniques et erbiniques pouvaient être décomposés en d'autres nouveaux oxydes.
Il fut élu membre de l'Académie royale des sciences de Suède en 1833, de l'Académie de l'agriculture, de la Société des sciences d'Uppsala et d'autres sociétés savantes.